# Blåryggig tangara
Blåryggig tangara (Cyanicterus cyanicterus) är en fågel i familjen tangaror inom ordningen tättingar.

## Utseende och läte
Blåryggig tangara är en ovanligt stor medlem av familjen med praktfull blågul fjäderdräkt. Honan har jämfört med hanen mer gult på undersidan, inklusive ansiktet. Lätet är ett distinkt vittljudande tvåtonigt ljud, med en andra tonen mörkare.

## Utbredning och systematik
Fågeln förekommer från östra Venezuela till Guyana och angränsande nordöstra Brasilien. Den placeras som enda art i släktet Cyanicterus. 

## Levnadssätt
Blåryggig tangara hittas i högstammig regnskog, vanligen i ostörda områden. Den kan också hittas i mindre högvixen skog på sandig jord, men saknas generellt från påverkade och kustnära områden. Den ses vanligen i artblandade flockar i trädtaket, där den rör sig klumpigt utmed grenar på jakt efter insekter i lövverket.

## Status och hot
Arten har ett stort utbredningsområde, men tros minska i antal, dock inte tillräckligt kraftigt för att den ska betraktas som hotad. Internationella naturvårdsunionen IUCN listar arten som livskraftig (LC).